# 叡山電鐵
叡山電鐵股份有限公司（日语：／ Eizan Dentetsu */?），簡稱叡山電鐵，是經營從日本京都市左京區的出町柳車站到八瀨、鞍馬兩地的鐵路線之業者。通稱「叡山電車」，簡稱「叡電」。營業總部於京都府京都市左京區田中上柳町（緊鄰出町柳車站），而登記上的總店則位於京都市左京區山端壹町田町。
該公司原為京福電氣鐵道（以下簡稱京福）在1985年設立的完全子公司，但在1991年11月京阪電氣鐵道（以下簡稱京阪）成為大股東之後，從2002年3月開始成為該公司的完全子公司（後述）。而叡山電鐵是日本全國登山鐵道‰會的成員之一。

## 概要
叡山電鐵經營叡山本線、鞍馬線兩條路線，身任輸送往比叡山、鞍馬的觀光客和周邊居民的角色。
這些路線曾屬京都電燈和鞍馬電氣鐵道的經營範圍，在二戰時因限制企業用電而重新編排後由京福接手，但由於沿路直達市中心的公車相當充實，京都市電遭到廢止，路線和其他鐵軌間的連結被截斷而成了孤島的狀態，使用者因此減少。雖然被預期在當時尚未開通的京阪鴨東線完成後乘客會大幅增加，但經營狀況已經陷入危機，於1985年京福設立了叡山電鐵（分公司），將兩條路線分離。
在分離之前電鐵方面努力蒐集客源，舉辦各種活動，一次次改裝當時殘存的京福的八瀨遊園。另外值得一提的是，叡山電鐵在這個時期將出町柳 - 寶池的列車增加到每小時8班，建立「不用等待就能搭車」的印象。儘管如此，乘車人數還是直落到只有至1985年為止的尖峰時期1964年的四成而已，而且還有繼續減少的傾向。
1989年10月5日京阪鴨東線開張，在出町柳車站連結上了上述的兩條路線，睽違十一年終於和其他鐵道路線有了連結運輸的結果，從大阪前往此地的方便性向上提升，使用者也一口氣增加，再次呈現了以往活絡的情景。但是由於在1997年京都市營地下鐵烏丸線延伸到了國際會館車站，之後以該站為中心的公司線路網又變得更加完善，左京區岩倉地區的居民往市中心移動的交通手段開始轉移至那邊，使用者數又開始逐漸下滑。2004年開始，叡山電鐵在原則上實行將所有列車改為單人電車等經費縮減策略。
另一方面全景電車（採用較大的窗戶讓乘客充分享受沿途的風景）「900型電車KIRARA」于1997年登場，2005年NHK播出的大河劇義經使鞍馬地區的觀光蔚為風潮；隨著舉辦各種活動積極推广搭乘，叡山電鐵展現了近年來未見過的榮景。
但是現在京都市建設局計畫了和叡山電鐵路線並走的鞍馬街道（京都府道38號京都廣河原美山線）的繞行建設與拓寬整備，一旦完成的話通往鞍馬地區的大型觀光巴士將變得更容易通行，因此將來叡山電鐵未必能保有現在的興盛。
簡稱的「叡電」是來自現在叡山本線的前身京都電燈的叡山電鐵部，成為京福旗下路線之後也被當作叡山本線・鞍馬線的總稱而廣泛使用。而在和京福分家之後則剛好成了其公司名字面上的縮寫。。
分家當時，雖然京福是京阪的子公司，但因為在車輛技術層命導入DENA500型（原阪神電鐵831型）和在阪神關連公司「武庫川車輛」（現在已倒閉）製造車輛等事由，阪神電氣鐵道色彩濃厚，也因此在京阪下保有了京福（叡電）的獨特色彩。自1989年京阪鴨東線開業後，京福在服務層面上也慢慢展現了京阪的色彩，但由於2002年京福發生了越前本線列車衝突事故，京福的營運惡化，而將全部的持有股都賣給了京阪而成了京阪的完全子公司，自此之後，京福色彩中也開始於各種方面產生了濃厚的京阪色調。
在KANSAI THRU PASS的乘車卡上印刷的符號為EZ。

## 歷史
- 1985年7月6日 - 京福全額出資設立叡山電鐵。設立時的資本金為一億日圓。
- 1986年4月1日 - 京福讓渡叡山本線・鞍馬線，開始營運。
- 1991年11月29日 - 資本金增資至二億五千萬日圓。此外，京阪從京福取得叡山電鐵60%的股份（有償）。
- 2002年3月29日 - 京福擁有的股份全盤讓渡給京阪（有償），叡山電鐵成為京阪的完全子公司。
- 2004年3月1日 - 全線適用KANSAI THRU PASS乘車卡。
- 2008年10月19日 - 全車站導入車站編號。

## 路線

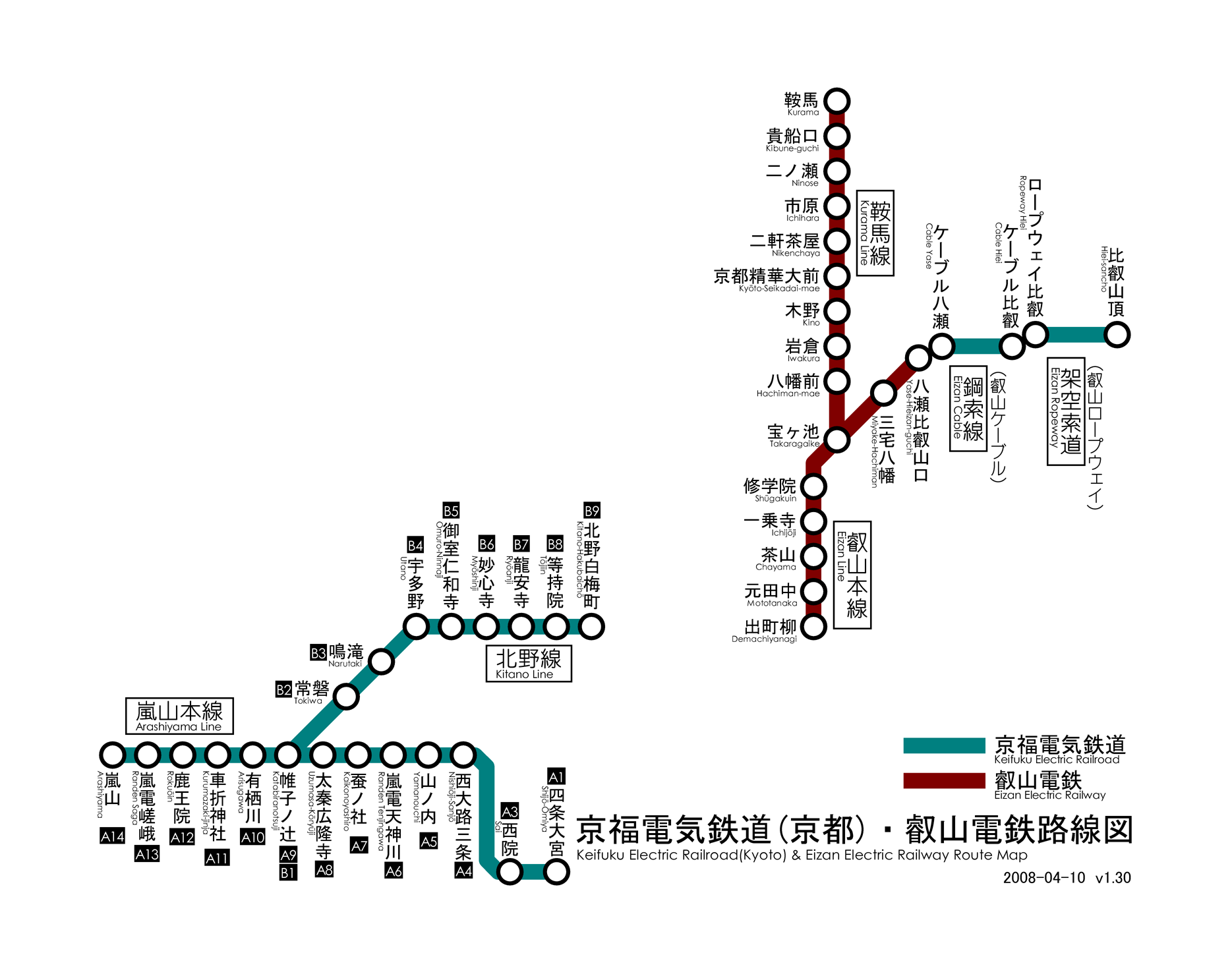
路線圖

叡山電鐵全線位在京都府京都市左京區內。各路線的詳情請參照以下的項目。
| 路線記號 | 中文線名 | 日文線名 | 起點          | 終點                | 距離（公里） |
| -------- | -------- | -------- | ------------- | ------------------- | ------------ |
|          | 叡山本線 |          | 出町柳（E01） | 八瀨比叡山口（E08） | 5.6          |
|          | 鞍馬線   |          | 寶池（E06）   | 鞍馬（E17）         | 8.8          |

叡山本線的路線顏色為象徵比叡山森林的綠色，從八瀨比叡山口車站可經由京福的索道、空中纜車到比叡山的山頂。鞍馬線的路線顏色為象徵貴船、鞍馬的楓葉紅色。鞍馬車站附近的鞍馬寺有非常小規模的纜車鞍馬索道（經營主體為鞍馬寺）運行。
在有大批乘客時的有時會增加臨時班次，特別是在每年10月22日舉行的鞍馬火祭是實質上唯一的大眾運輸工具，就算多接近讓每一班列車都全力運作，尖峰時刻時還是會因為鞍馬線二軒茶屋車站以北只有單線所造成的流量限制等原因，而造成隊伍冗長的情形。從2004年1月開始，全路線除了一部分列車之外都是實施一人控制。
2007年秋天開始在一部分的車站設置配有路線顏色的大型站名看板。看板上還配置了該顏色由來的象徵標記。此外，除了羅馬字之外也有韓文和中文的標識。新型看板在開始設置時，出町柳、三宅八幡、岩倉・京都精華大前・市原、二之瀨、鞍馬等各站只有設置舊型看板，但現在每一個車站都設置了至少一面的新型看板。2008年10月19日時導入了車站編號，新型看板及一部分的舊型看板都被標記上了車站編號。同時也導入了通用設計的象形圖，以京阪線的引導標記為基礎。
2011年春天開始追加了英語的車內自動廣播（之前只有出町柳車站）。

## 車種

### 現存車種
營業用

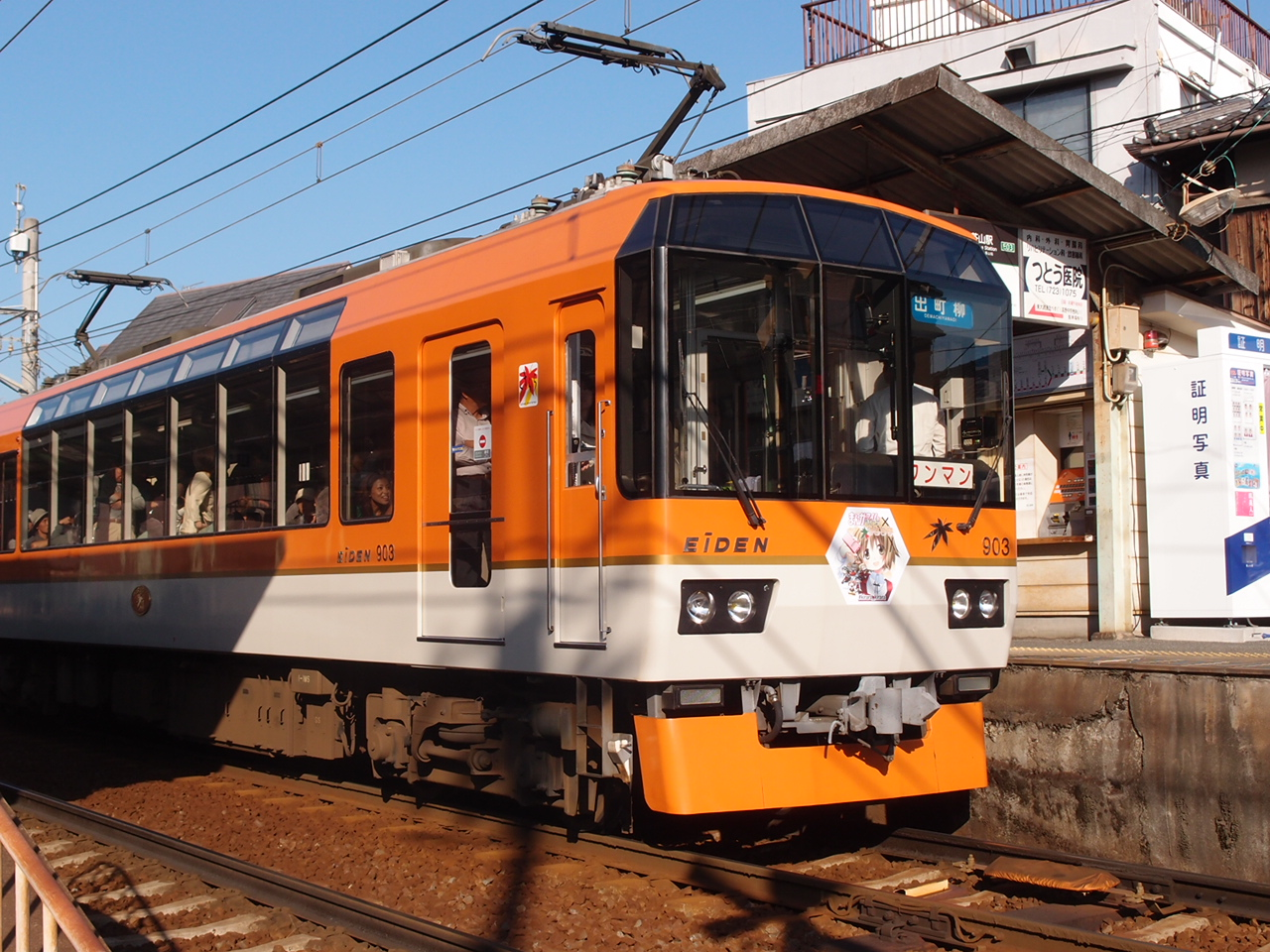
Deo903型「Manga Time Kirara×Kirara」

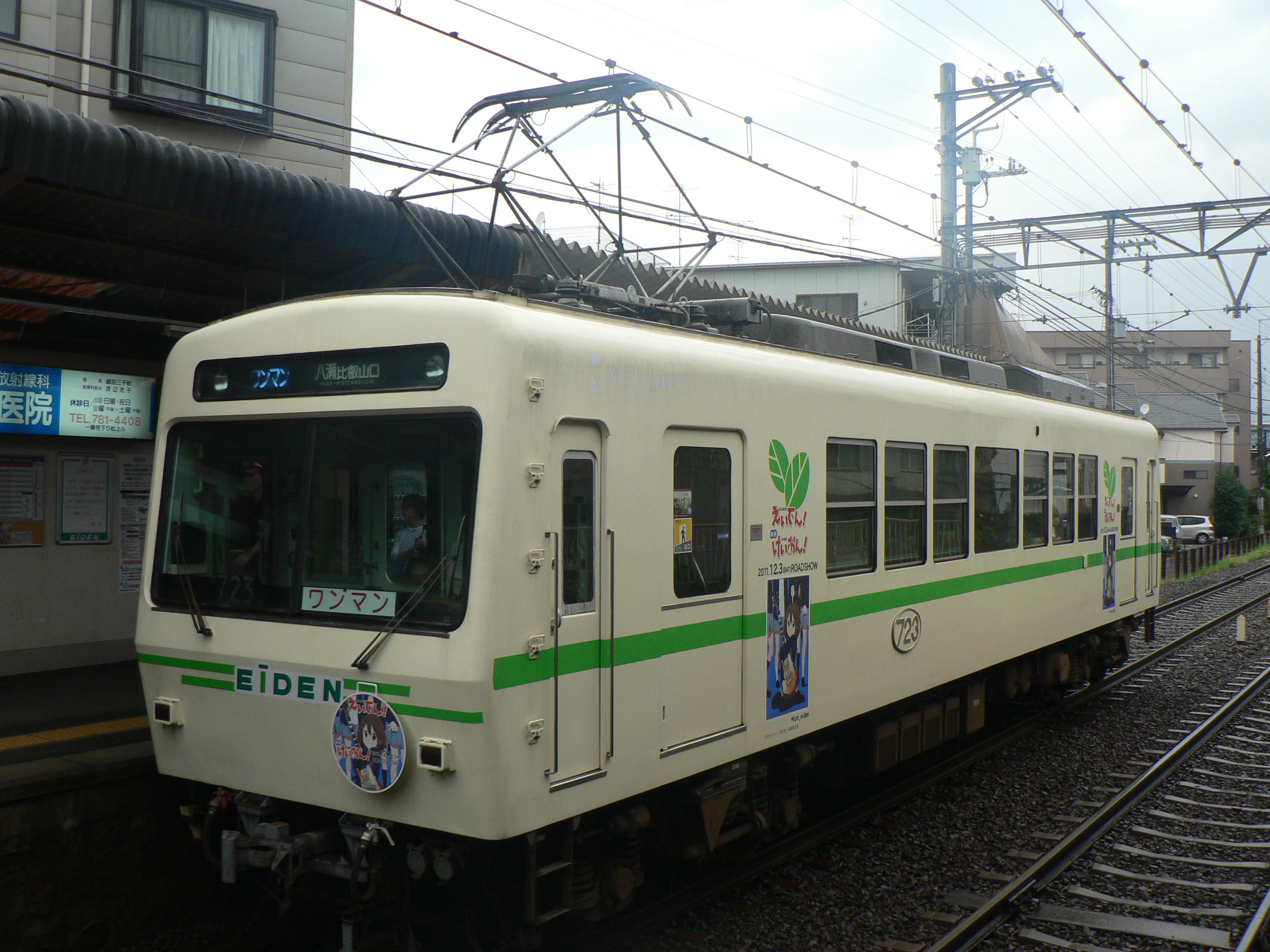
Deo723型「EiDEN！×K-ON！TRAIN」
列車上貼有動畫『K-ON!』的海報和車頭牌

- Deo700系列：730型 於2019年獲頒桂冠獎
- Deo800系列
- Deo900系列（Kirara）：1998年獲頒桂冠獎

事業用
- Deto1000型（電動貨車）

### 過去車種
營業用
- Deo1型
- Deo11型
- Deo21型
- Deo200型
- Deo300型
- Deo500型
- Deo600型

事業用
- Dewa101型（電動貨車）

## 票價
通過叡山本線、鞍馬線，普通票價為區間制，定期票價為以里程記費。在普通票價的情況下，以修學院車站、岩倉車站、二軒茶屋車站、二之瀨車站為界線，只要搭乘路線跨過以上車站，區間數就會加一，票價也跟著改變。此外，從鞍馬車站到寶池車站轉乘至開往八瀨比叡山口車站，或相反的情況下區間數也會加一。也因此從出町柳車站搭乘到修學院車站共2.9公里只算一區的票價，但從八幡前車站搭乘到三宅八幡駅的話，雖然只有1.5公里，但會計算成兩區。回數票則除了成人、兒童用（價錢普通票價的10倍，可搭乘11回）之外，也有學生折扣回數票（限成人，價錢同一般回數票，但可搭乘15次）、敬老折扣回數票（20回）。
普通票價（2012年10月現在）
- 1區 - 200日元（兒童100日元）
- 2區 - 260日元（兒童130日元）
- 3區 - 320日元（兒童160日元）
- 4區 - 370日元（兒童190日元）
- 5區 - 410日元（兒童210日元）

叡山電鐵和京阪相連的雙方第一個乘車區間內（元田中 - 修學院和京阪・神宮丸太町 - 祇園四條）之間的互通有成人20日元、兒童10日元的折扣（必需事先在自動售票機購買聯絡車票。在叡山電鐵這一方自動售票機的營業時間外，可以在出町柳車站的閘門處購買。另外，如果使用KANSAI THRU PASS的話會自動打折，但必需要在30分鐘完成在出町柳車站的轉乘）。
在有人車站搭車時需在自動售票機購買車票，將車票刷過自動閘門。無人車站則幾乎都沒有閘門，可在上車時於車門旁設置的整理券發行機取得整理券，或將KANSAI THRU PASS共通卡片刷過讀卡機，以紀錄乘車車站。在部份無人車站也有限時的自動售票機，若在這類車站預先購入車票的話，直接上車即可。一部份的車站自動售票機在自動閘門的內側，若要使用現金則從閘門的旁邊通過進入月台再購買車票即可（無需返回自動閘門驗票）。出町柳車站、修學院車站的自動札門為全天運作。鞍馬車站、貴船口、八瀨比叡山口車站則為有站員進駐時才運作。此外京都精華大前車站、二軒屋車站，則僅在開往鞍馬方向的月台出入口設有自動閘門，於限定日期和時間才運作。
在有人車站下車時需在閘門口支付現金，或是將車票或KANSAI THRU PASS共通卡片刷過自動閘門。無人車站則要在電車駕駛座旁邊的車費箱投入整理券及現金，或是投入車票。整理券上印有乘車車站，在下車車站時可以讓車費箱自動顯示車費。KANSAI THRU PASS共通卡片則要刷過讀卡機。定期券要向駕駛員出示。
無人車站時的搭車口為後門，下車口為前門。三門車箱的中間車門和兩節車箱編製時後方車箱的車門在有人車站以外都不會開啟。車箱費或讀卡機、整理券發行機只設置於行進方向左側的車門旁邊。
在出町柳車站、鞍馬車站的窗口及修學院車站的定期券販賣處，有出售1000日元（兒童500日元）一日無限搭乘的「1日乘車券 えぇきっぷ」。只要出示就可以於沿線的寺廟或觀光設施取得參拜費、入場費的折扣、拿到小禮物、或於沿線的餐飲店、土產店受到優待。在自動閘門或車內的讀卡機刷過之後，就會決定使用日期並印刷在該票的背面。在無人車站搭車時除了首次搭車之外不需要刷過讀卡機，但在無人車站下車時則一定要將票刷過讀卡機。
母公司的京阪一方有出售和叡電合作的企畫乘車券，但在叡電一方則沒有出售，必需在京阪出町柳車站另外購買。

## 網路宣传和商業合作
從2010年開始，活用網路的搭配措施開始變得醒目。同一年9月底左右，叡電的推特帳號開始在推特上發送信息。另外，在當年第六回的「叡電祭」上，除了用Ustream即時放送從活動用列車的駕駛席上拍到的影像之外，也逐次在推特發佈活動的情形。此外，叡電也在Youtube開設帳號並經營頻道。
由于漫画杂志《Manga Time Kirara》的略称和叡山电铁900系电车的爱称均为“Kirara”（きらら），加之前者连载作品《K-ON！輕音少女》的动画舞台包括叡山电铁沿线，2011年起，叡山电铁与出版商芳文社合作启动“Kirara×Kirara Project”（きらら×きららプロジェクト），通常在Kirara关联作品的电视动画（如《若叶女孩》、《Manga Time Kirara》的《三者三叶》、《Manga Time Kirara Carat》的《NEW GAME!》、《Manga Time Kirara Max》的《请问您今天要来点兔子吗？》、《Manga Time Kirara Forward》的《花舞少女》、《Manga Time Kirara Miracle!》的《幸腹涂鸦》等）或剧场版（如《剧场版 魔法少女小圆》）推出后展开，内容包括出售绘有作品角色的纪念车票、开行彩绘电车，或是在部分列车前挂上特殊车头牌等。
和動畫《K-ON!》合作的「EiDEN！×K-ON！TRAIN」於2011年9月1日至2012年2月19日間行駛，叡電使用Google定位持續更新該車輛的位置情報。
2017年，因《明天，我要和昨天的妳約會》電影上映，其中一列曾用作電影拍攝用途的Deo800（802）取名。

## 外部連結
- 叡山電鐵（官方網站）（页面存档备份，存于）（日語）
- 叡山電鐵的X（前Twitter）（日語）
- eizandensha的頻道（页面存档备份，存于） - YouTube（日語）